# نورعلی شهابی
نورعلی شهابی (زاده ۱۳۱۵ - درگذشته ۱ مرداد ۱۴۰۰) سیاست‌مدار و مدیر اجرایی ایرانی بود، که در دوره بیست‌وچهارم مجلس شورای ملی بعنوان نماینده ایذه از استان خوزستان در مجلس شورای ملی حضور داشت. وی دانش‌آموخته کارشناسی مهندسی کشاورزی از دانشگاه کالیفرنیا، لس آنجلس بود، فعالیت خود را از وزارت کشاورزی آغاز کرد و پیش از نمایندگی، دوره‌ای شهردار اراک و شهردار زاهدان بود.